# Ramol Sillamaa
Ramol Sillamaa (Tallin, 17 de octubre de 2004) es un futbolista estonio que juega en la demarcación de extremo para el FC ŠTK 1914 Šamorín de la 2. liga.

## Selección nacional
Tras jugar en las categorías inferiores de la selección, finalmente hizo su debut con la selección de fútbol de Estonia en un partido amistoso contra Suecia que finalizó con un resultado de 2-1 a favor del combinado sueco tras el gol de Kevor Palumets para Estonia, y de Sebastian Nanasi y Isaac Thelin para Suecia.

## Clubes
| Club                 | País       | Año       | Partidos | Goles |
| -------------------- | ---------- | --------- | -------- | ----- |
| JK Tallinna Kalev II | Estonia    | 2020-2023 | 26       | 20    |
| JK Tallinna Kalev    | Estonia    | 2020-2023 | 68       | 19    |
| Jong KAA Gent        | Bélgica    | 2023-2025 | 20       | 1     |
| FC ŠTK 1914 Šamorín  | Eslovaquia | 2025-     | 9        | 0     |